# Te Amo (Rihanna)
"Te Amo" is een nummer van de Barbadiaanse popzangeres Rihanna. Is geschreven door Mikkel S. Eriksen, Tor Erik Hermansen en James Fauntleroy II. Het nummer werd als derde internationale single van haar vierde studioalbum Rated R. uitgebracht. De videoclip werd op 28 mei 2010 voor het eerst uitgezonden. Laetitia Casta, een bekend Frans fotomodel/ actrice, speelt mee in de clip.

## Hitnoteringen
| "Te Amo" in de Nederlandse Top 40 - binnen 10-07-2010 | "Te Amo" in de Nederlandse Top 40 - binnen 10-07-2010 | "Te Amo" in de Nederlandse Top 40 - binnen 10-07-2010 | "Te Amo" in de Nederlandse Top 40 - binnen 10-07-2010 | "Te Amo" in de Nederlandse Top 40 - binnen 10-07-2010 | "Te Amo" in de Nederlandse Top 40 - binnen 10-07-2010 | "Te Amo" in de Nederlandse Top 40 - binnen 10-07-2010 |
| Week                                                  | 1                                                     | 2                                                     | 3                                                     | 4                                                     | 5                                                     |                                                       |
| ----------------------------------------------------- | ----------------------------------------------------- | ----------------------------------------------------- | ----------------------------------------------------- | ----------------------------------------------------- | ----------------------------------------------------- | ----------------------------------------------------- |
| Nummer                                                | 32                                                    | 31                                                    | 31                                                    | 38                                                    | 40                                                    | uit                                                   |

| "Te Amo" in de Vlaamse Ultratop 50 - binnen 19-06-2010 | "Te Amo" in de Vlaamse Ultratop 50 - binnen 19-06-2010 | "Te Amo" in de Vlaamse Ultratop 50 - binnen 19-06-2010 | "Te Amo" in de Vlaamse Ultratop 50 - binnen 19-06-2010 | "Te Amo" in de Vlaamse Ultratop 50 - binnen 19-06-2010 | "Te Amo" in de Vlaamse Ultratop 50 - binnen 19-06-2010 | "Te Amo" in de Vlaamse Ultratop 50 - binnen 19-06-2010 | "Te Amo" in de Vlaamse Ultratop 50 - binnen 19-06-2010 | "Te Amo" in de Vlaamse Ultratop 50 - binnen 19-06-2010 | "Te Amo" in de Vlaamse Ultratop 50 - binnen 19-06-2010 | "Te Amo" in de Vlaamse Ultratop 50 - binnen 19-06-2010 | "Te Amo" in de Vlaamse Ultratop 50 - binnen 19-06-2010 | "Te Amo" in de Vlaamse Ultratop 50 - binnen 19-06-2010 | "Te Amo" in de Vlaamse Ultratop 50 - binnen 19-06-2010 | "Te Amo" in de Vlaamse Ultratop 50 - binnen 19-06-2010 | "Te Amo" in de Vlaamse Ultratop 50 - binnen 19-06-2010 |
| Week                                                   | 1                                                      | 2                                                      | 3                                                      | 4                                                      | 5                                                      | 6                                                      | 7                                                      | 8                                                      | 9                                                      | 10                                                     | 11                                                     | 12                                                     | 13                                                     | 14                                                     |                                                        |
| ------------------------------------------------------ | ------------------------------------------------------ | ------------------------------------------------------ | ------------------------------------------------------ | ------------------------------------------------------ | ------------------------------------------------------ | ------------------------------------------------------ | ------------------------------------------------------ | ------------------------------------------------------ | ------------------------------------------------------ | ------------------------------------------------------ | ------------------------------------------------------ | ------------------------------------------------------ | ------------------------------------------------------ | ------------------------------------------------------ | ------------------------------------------------------ |
| Nummer                                                 | 28                                                     | 19                                                     | 13                                                     | 13                                                     | 13                                                     | 11                                                     | 12                                                     | 10                                                     | 14                                                     | 17                                                     | 18                                                     | 32                                                     | 27                                                     | 38                                                     | uit                                                    |